# 巴罗因弗内斯自治市
巴罗因弗内斯自治市（Borough of Barrow-in-Furness）英格兰坎布里亚郡一个具有自治市地位的非都市区，因主要城镇巴罗因弗内斯而得名，是坎布里亚郡面积最小但人口密度最大的自治市镇。地处弗内斯半岛西南部，包括沃尔尼岛。